# Rio Ave Futebol Clube
El Rio Ave Futebol Clube es un club de fútbol portugués con sede en Vila do Conde, distrito de Oporto. Fue fundado en 1939 y juega en la Primeira Liga, categoría de oro del país.

## Historia
El «Rio Ave Futebol Clube» fue fundado el 10 de mayo de 1939 por un grupo de ciudadanos de Vila do Conde, tomando como nombre el río de la localidad. Desde su debut en el torneo de la Asociación de Fútbol de Oporto en 1942, el equipo permaneció tres décadas en competencias regionales hasta que a finales de la década de 1970 tuvo una progresión fulgurante: primero con la promoción a Segunda en 1977 y después con un nuevo ascenso a Primera en solo dos temporadas, en 1979. Ese estreno se saldó con una última posición.
La mejor temporada de la entidad tuvo lugar en 1981/82, año del regreso a la élite, cuando el Rio Ave finalizó quinto en liga bajo las órdenes de Félix Mourinho. Dos temporadas más tarde, el mismo técnico condujo a los verdiblancos hasta la final de la Copa de Portugal, aunque perdieron frente al F. C. Oporto por 1-4. En el resto de la década de 1980 se mantuvieron con apuros en Primera hasta descender en 1987/88.
El regreso del Río Ave a Primera se produjo en 1996/97. Pasó a convertirse en un equipo ascensor con problemas para mantenerse. Desde su última promoción en 2008, la entidad ha trabajado por consolidar su estancia en la élite. Con el exfutbolista Nuno Espírito Santo en el banquillo, el Rio Ave llegó en la temporada 2013/14 a disputar dos finales: la Copa de Portugal y la Copa de la Liga, ambas perdidas frente al Benfica. A raíz de esa actuación pudo disputar la ronda previa de la Liga Europa de la UEFA 2014-15, en la que llegó hasta la fase de grupos con un gol en la última jugada frente al Elfsborg sueco.

## Estadio
El Rio Ave disputa sus partidos como local en el Estadio del Río Ave, conocido popularmente como Estádio dos Arcos, con capacidad para 5.300 espectadores. El recinto, inaugurado en 1985, solo dispone de tribuna y lateral, sin gradas en los fondos. En los alrededores hay dos campos anexos de césped artificial que utilizan las categorías inferiores.

## Entrenadores
- Félix Mourinho (1969-1974)
- Fernando Cabrita (1979-1981)
- Félix Mourinho (1981-1982)
- Pedro Gomes (1982-83)
- Félix Mourinho (1983-1985)
- Abel Braga (1986)
- António Morais (1986-87)
- Abel Braga (1994)
- Carlos Brito (1996–2000)
- Vítor Oliveira (2000-2001)
- Horácio Gonçalves (2001-2002)
- Carlos Brito (2002-2005)
- João Eusébio (2005-2009)
- Carlos Brito (2009–2012)
- Nuno Espírito Santo (2012-2014)
- Luís Castro (2014-2016)
- Miguel Cardoso (2017-2018)
- Carlos Carvalhal (2019-2020)
- Miguel Cardoso (2021)
- Luis Freire (2021-2024)
- Petit (2024-2025)

## Palmarés

### Nacional
- Segunda División de Portugal (3): 1995–96, 2002–03, 2021-22
- Campeonato Nacional (1): 1985–86
- Tercera División de Portugal (1): 1976–77
- Copa de la A.F. de Oporto (1): 1966–67

### Trofeos amistosos
- Trofeo Concepción Arenal (1): 2009.
- Trofeo Luis Otero (1): 2011.

## Participación en competiciones de la UEFA
| Temporada | Torneo             | Ronda            | Club                  | Casa | Visita | Global         |
| --------- | ------------------ | ---------------- | --------------------- | ---- | ------ | -------------- |
| 2014–15   | UEFA Europa League | Clasificatoria 3 | IFK Göteborg          | 0–0  | 1–0    | 1–0            |
| 2014–15   | UEFA Europa League | Play-Off         | IF Elfsborg           | 1–0  | 1–2    | 2–2 (v.)       |
| 2014–15   | UEFA Europa League | Grupo J          | Dinamo de Kiev        | 0–3  | 0–2    | 4º lugar       |
| 2014–15   | UEFA Europa League | Grupo J          | Steaua Bucarest       | 2–2  | 1–2    | 4º lugar       |
| 2014–15   | UEFA Europa League | Grupo J          | Aalborg BK            | 2–0  | 0–1    | 4º lugar       |
| 2018-19   | UEFA Europa League | Clasificatoria 2 | Jagiellonia Białystok | 4–4  | 0–1    | 4–5            |
| 2020–21   | UEFA Europa League | Clasificatoria 2 | Borac                 | –    | 2–0    | 2–0            |
| 2020–21   | UEFA Europa League | Clasificatoria 3 | Beşiktaş              | –    | 1–1    | 1–1 (4-2 pen.) |
| 2020–21   | UEFA Europa League | Play-Off         | Milan                 | 2–2  | –      | 2–2 (8-9 pen.) |